# ریچارد بردهد
ریچارد بردهد (به انگلیسی: Richard Brodhead) سناتور سابق عضو حزب دموکرات ایالات متحده آمریکا بود. وی در سال ۱۸۵۱ تا ۱۸۵۷ میلادی سناتور ایالت پنسیلوانیا در سنای ایالات متحده آمریکا بود.